# ستيف مارتن (متسابق دراجات نارية)
ستيف مارتن (بالإنجليزية: Steve Martin) مواليد 2 ديسمبر 1968 في جنوب أستراليا، هو متسابق دراجات نارية أسترالي. نافس في سباقات بطولة العالم لفئة 500 سي سي. كما شارك في بطولة العالم للسوبربايك وبطولة العالم للسوبرسبورت.

## روابط خارجية
- ستيف مارتن على موقع MotoGP.com (الإنجليزية)
- ستيف مارتن على موقع WorldSBK.com (الإنجليزية)